# Morti nel 2003/Settembre
| Questa pagina contiene informazioni ricavate automaticamente dalle voci biografiche con l'ausilio del template Bio e di un bot. L'aggiornamento è periodico e automatico e ricostruisce completamente la pagina. Se manca una persona in questa lista, sei pregato di non aggiungerla, ma accertati piuttosto che la sua voce biografica contenga il template Bio e che i dati anagrafici siano correttamente compilati. Se il template Bio manca, inseriscilo tu stesso o, in alternativa, metti l'avviso {{tmp\|Bio}} che ne segnala la mancanza. Se i dati riportati sono sbagliati, correggi direttamente la voce biografica; le modifiche saranno visibili in questa lista entro pochi giorni. Per chiarimenti vedi il progetto biografie. La lista contiene solo le 133 persone che sono citate nell'enciclopedia e per le quali è stato implementato correttamente il template Bio. Pagina aggiornata al 10 lug 2025. |

- 1º settembre - Rand Brooks, attore statunitense (n. 1918)
- 1º settembre - Pasquale Buonocore, pallanuotista italiano (n. 1916)
- 1º settembre - Pepillo, calciatore spagnolo (n. 1934)
- 1º settembre - Carlo Egger, latinista e abate austriaco (n. 1914)
- 1º settembre - Albert Frey, militare tedesco (n. 1913)
- 1º settembre - Terry Frost, pittore inglese (n. 1915)
- 1º settembre - Fernando Lomi, calciatore italiano (n. 1916)
- 1º settembre - Kay Nelson, costumista statunitense (n. 1909)
- 1º settembre - Ramón Serrano Súñer, politico spagnolo (n. 1901)
- 1º settembre - Jack Smight, regista e attore statunitense (n. 1925)
- 2 settembre - George Chubb, III barone Hayter, politico inglese (n. 1911)
- 2 settembre - Seiji Igarashi, cestista giapponese (n. 1946)
- 2 settembre - Henry Joseph Kennedy, vescovo cattolico australiano (n. 1915)
- 2 settembre - Ptolemy Reid, politico guyanese (n. 1918)
- 2 settembre - Bruce Waibel, musicista statunitense (n. 1958)
- 3 settembre - Vittorio Maria Costantini, vescovo cattolico italiano (n. 1906)
- 3 settembre - Alan Dugan, poeta statunitense (n. 1923)
- 3 settembre - Bill Farrow, cestista statunitense (n. 1918)
- 3 settembre - David King-Wood, attore britannico (n. 1913)
- 3 settembre - Rudolf Leiding, dirigente d'azienda e imprenditore tedesco (n. 1914)
- 3 settembre - Andrzej Nartowski, cestista polacco (n. 1931)
- 3 settembre - Silvio Ravera, presbitero e scrittore italiano (n. 1923)
- 3 settembre - Claudio Sabattini, sindacalista italiano (n. 1938)
- 4 settembre - Lola Bobescu, violinista belga (n. 1921)
- 4 settembre - Sion Segre Amar, scrittore italiano (n. 1910)
- 4 settembre - Tibor Varga, violinista, direttore d'orchestra e pedagogo ungherese (n. 1921)
- 4 settembre - Renata Zatti Cicuttini, pianista, compositrice e violoncellista italiana (n. 1932)
- 5 settembre - Heinz Cramer, generale e aviatore tedesco (n. 1911)
- 5 settembre - Miloš Minić, politico jugoslavo (n. 1914)
- 5 settembre - Marc Olden, scrittore statunitense (n. 1933)
- 6 settembre - Charles Edward Bennett, politico e militare statunitense (n. 1910)
- 6 settembre - Giuseppe Chielli, direttore d'orchestra italiano (n. 1924)
- 6 settembre - Harry Goz, attore e doppiatore statunitense (n. 1932)
- 6 settembre - Maurice Michael Otunga, cardinale e arcivescovo cattolico keniota (n. 1923)
- 6 settembre - Louise Platt, attrice statunitense (n. 1915)
- 6 settembre - James Rachels, filosofo statunitense (n. 1941)
- 6 settembre - 'Mamohato Bereng Seeiso, regina lesothiana (n. 1941)
- 6 settembre - Paul Tobin, cestista statunitense (n. 1909)
- 7 settembre - The Great Antonio, sollevatore, wrestler e attore jugoslavo (n. 1925)
- 7 settembre - Ivan Marhityč, vescovo cattolico ucraino (n. 1921)
- 7 settembre - Warren Zevon, cantautore, chitarrista e pianista statunitense (n. 1947)
- 8 settembre - Edgar D. Holladay, compositore di scacchi statunitense (n. 1925)
- 8 settembre - Jaclyn Linetsky, attrice canadese (n. 1986)
- 8 settembre - Leni Riefenstahl, regista, attrice e produttrice cinematografica tedesca (n. 1902)
- 8 settembre - Giuseppe Scalvini, scultore italiano (n. 1908)
- 8 settembre - Vadim Schneider, attore francese (n. 1986)
- 9 settembre - Antonio Berlingieri, politico italiano (n. 1904)
- 9 settembre - Andrei Folbert, cestista rumeno (n. 1931)
- 9 settembre - Aleksandr Moiseev, cestista sovietico (n. 1927)
- 9 settembre - Giovanni Risatti, vescovo cattolico e missionario italiano (n. 1942)
- 9 settembre - Edward Teller, fisico ungherese (n. 1908)
- 9 settembre - Marthe Louise Vogt, neuroscienziata tedesca (n. 1903)
- 10 settembre - Vítor Damas, calciatore portoghese (n. 1947)
- 10 settembre - Fabio Del Bianco, allenatore di calcio e calciatore italiano (n. 1914)
- 11 settembre - Arturo Chiodi, giornalista, saggista e scrittore italiano (n. 1920)
- 11 settembre - Nicholas DiOrio, calciatore statunitense (n. 1921)
- 11 settembre - Anna Lindh, politica svedese (n. 1957)
- 11 settembre - John Ritter, attore statunitense (n. 1948)
- 11 settembre - Ignace de la Potterie, gesuita e teologo belga (n. 1914)
- 12 settembre - Johnny Cash, cantautore e chitarrista statunitense (n. 1932)
- 12 settembre - Claude Gagnière, scrittore francese (n. 1928)
- 12 settembre - Grytzko Mascioni, scrittore svizzero (n. 1936)
- 12 settembre - Vincenzo Scarlato, politico italiano (n. 1921)
- 12 settembre - Giorgia Toniolatti, architetta italiana (n. 1927)
- 12 settembre - Casimiro Vizzini, politico e dirigente sportivo italiano (n. 1920)
- 13 settembre - Kaino Lempinen, ginnasta finlandese (n. 1921)
- 13 settembre - Arthur Rowe, pesista britannico (n. 1936)
- 14 settembre - Garrett Hardin, ecologo statunitense (n. 1915)
- 14 settembre - John Serry, fisarmonicista, compositore e arrangiatore statunitense (n. 1915)
- 14 settembre - Karl Sutter, astista tedesco (n. 1914)
- 14 settembre - Kurt Heinrich Wolff, sociologo tedesco (n. 1912)
- 15 settembre - Fatima Zohra del Marocco, principessa marocchina (n. 1927)
- 15 settembre - Juan Gazsó, cestista argentino (n. 1922)
- 15 settembre - Sergio Ortega, compositore e pianista cileno (n. 1938)
- 16 settembre - Giuseppe Ermentini, architetto italiano (n. 1919)
- 16 settembre - Hiroyuki Hamada, karateka e maestro di karate giapponese (n. 1925)
- 16 settembre - Leonid Marjagin, regista sovietico (n. 1937)
- 16 settembre - Adelmo Tacconi, vescovo cattolico italiano (n. 1915)
- 16 settembre - Sheb Wooley, attore statunitense (n. 1921)
- 17 settembre - Ray Milton, hockeista su ghiaccio canadese (n. 1912)
- 17 settembre - Giuseppe Parlato, militare, dirigente pubblico e prefetto italiano (n. 1917)
- 17 settembre - Buck Sydnor, cestista e allenatore di pallacanestro statunitense (n. 1921)
- 18 settembre - Erich Bäumler, calciatore tedesco (n. 1930)
- 18 settembre - Fabio Doplicher, poeta, scrittore e drammaturgo italiano (n. 1938)
- 18 settembre - Emil Fackenheim, teologo, filosofo e educatore tedesco (n. 1916)
- 18 settembre - Alfonso Loreto, pittore italiano (n. 1912)
- 19 settembre - Slim Dusty, cantautore australiano (n. 1927)
- 20 settembre - Lorenzo Calonga, calciatore paraguaiano (n. 1929)
- 20 settembre - Ernie Calverley, cestista e allenatore di pallacanestro statunitense (n. 1924)
- 20 settembre - Josef Hiršal, poeta e romanziere ceco (n. 1920)
- 20 settembre - Ivano Lussignoli, canoista italiano (n. 1972)
- 20 settembre - Gordon Mitchell, attore statunitense (n. 1923)
- 20 settembre - Maurizio Romano, doppiatore italiano (n. 1966)
- 20 settembre - Margaret Harriman, arciera e nuotatrice sudafricana (n. 1928)
- 21 settembre - Giovanni Bianchi, vescovo cattolico italiano (n. 1918)
- 21 settembre - Amédée Domenech, rugbista a 15, attore e politico francese (n. 1933)
- 21 settembre - Robert Lochner, giornalista statunitense (n. 1918)
- 21 settembre - Gottardo Ortelli, pittore, critico d'arte e docente italiano (n. 1938)
- 22 settembre - Gordon Jump, attore statunitense (n. 1932)
- 22 settembre - Wolfgang Peters, calciatore tedesco (n. 1929)
- 23 settembre - Rosalie Allen, cantautrice, musicista e conduttrice televisiva statunitense (n. 1924)
- 23 settembre - Paulo Rodrigues Siqueira, cestista brasiliano (n. 1927)
- 23 settembre - Bernie Williams, cestista statunitense (n. 1945)
- 24 settembre - Lyle Bettger, attore statunitense (n. 1915)
- 24 settembre - Wilhelm Michel Ellis, vescovo cattolico olandese (n. 1926)
- 25 settembre - Herb Gardner, commediografo statunitense (n. 1934)
- 25 settembre - Franco Modigliani, economista italiano (n. 1918)
- 25 settembre - Gianni Panella, politico e sindacalista italiano (n. 1948)
- 25 settembre - Edward Said, scrittore, letterato e docente statunitense (n. 1935)
- 25 settembre - Josef Wagner, ciclista su strada svizzero (n. 1916)
- 26 settembre - Olle Anderberg, lottatore svedese (n. 1919)
- 26 settembre - Jonny Kennedy, britannico (n. 1966)
- 26 settembre - Shawn Lane, chitarrista, pianista e compositore statunitense (n. 1963)
- 26 settembre - Robert Palmer, cantante britannico (n. 1949)
- 27 settembre - Hamidullah Burki, hockeista su prato pakistano (n. 1920)
- 27 settembre - Olive Cotton, fotografa australiana (n. 1911)
- 27 settembre - Steve Fatupua-Lecaill, calciatore francese (n. 1976)
- 27 settembre - Fay Helm, attrice statunitense (n. 1909)
- 27 settembre - Jean Lucas, pilota automobilistico francese (n. 1917)
- 27 settembre - Donald O'Connor, attore, ballerino e cantante statunitense (n. 1925)
- 27 settembre - Nello Saltutti, calciatore e allenatore di calcio italiano (n. 1947)
- 27 settembre - Masahiro Yoshimura, nuotatore giapponese (n. 1936)
- 28 settembre - Yukichi Chuganji, supercentenario giapponese (n. 1889)
- 28 settembre - Althea Gibson, tennista statunitense (n. 1927)
- 28 settembre - Elia Kazan, regista, sceneggiatore e attore greco (n. 1909)
- 28 settembre - Jean Simon, generale francese (n. 1912)
- 28 settembre - Vadym Sosnychin, calciatore sovietico (n. 1942)
- 29 settembre - Maria Floriani Squarciapino, archeologa e funzionaria italiana (n. 1917)
- 29 settembre - Raoul Gregory Vitale, fisico, musicologo e storico siriano (n. 1928)
- 29 settembre - Michel Watteau, calciatore francese (n. 1945)
- 30 settembre - Oreste Del Buono, scrittore, giornalista e traduttore italiano (n. 1923)
- 30 settembre - Robert Kardashian, avvocato e imprenditore statunitense (n. 1944)
- 30 settembre - Gino Valle, architetto e designer italiano (n. 1923)